# ناحیه نورث فورک، شهرستان گالاتین، ایلینوی
ناحیه نورث فورک (به انگلیسی: North Fork Township) یک منطقهٔ مسکونی در ایالات متحده آمریکا است که در شهرستان گالاتین، ایلینوی واقع شده‌است. ناحیه نورث فورک ۱۱۴ متر بالاتر از سطح دریا واقع شده‌است.